# Allal Ben Kassou
Allal Ben Kassou (in arabo علال بن قصو‎?; Rabat, 1941 – Rabat, 29 ottobre 2013) è stato un calciatore marocchino, di ruolo portiere.

## Carriera
Partecipò con la nazionale del Marocco alle olimpiadi del 1964 e al mondiale 1970, giocò inoltre per l'Association Sportive des Forces Armées Royales. Nel 2006 fu scelto dalla CAF come uno dei migliori 200 giocatori africani dei precedenti 50 anni.